# Robert Lelangue
Robert Lelangue, (Etterbeek, Regió de Brussel·les-Capital, 4 de febrer de 1940) fou un ciclista belga, que va ser professional del 1961 fins al 1969. Va combinar la carretera amb la pista.
Un cop retirat va dirigir diferents equips.

## Palmarès en carretera
- 1960
  - 1r a la Kattekoers
- 1961
  - Vencedor d'una etapa a la Volta a Luxemburg
- 1963
  - 1r al Gran Premi de Saint-Raphaël
  - 1r a l'Omloop Mandel-Leie-Schelde
  - Vencedor d'una etapa als Quatre dies de Dunkerque
- 1964
  - 1r al Gran Premi de Saint-Raphaël
- 1965
  - 1r al Tour del Nord-oest de Suïssa
- 1966
  - 1r al Gran Premi d'Antibes
- 1967
  - 1r al Gran Premi Jef Scherens
  - 1r al Gran Premi de l'Alguer
  - Vencedor d'una etapa al Giro de Sardenya
  - Vencedor d'una etapa a la Volta a Mallorca

### Resultats al Tour de França
- 1963. 69è de la classificació general

## Palmarès en pista
- 1964
  - 1r als Sis dies de Mont-real (amb Lucien Gillen)
- 1965
  -  Campió de Bèlgica de Madison (amb Theo Verschueren)
- 1965
  -  Campió de Bèlgica en Òmnium